# Shanghai Masters 2009 - Qualificazioni singolare
Le qualificazioni del singolare  dello  Shanghai Masters 2009 sono state un torneo di tennis preliminare per accedere alla fase finale della manifestazione. I vincitori dell'ultimo turno sono entrati di diritto nel tabellone principale. In caso di ritiro di uno o più giocatori aventi diritto a questi sono subentrati i lucky loser, ossia i giocatori che hanno perso nell'ultimo turno ma che avevano una classifica più alta rispetto agli altri partecipanti che avevano comunque perso nel turno finale.
Le qualificazioni del torneo Shanghai Masters  2009 prevedevano 28 partecipanti di cui 7 sono entrati nel tabellone principale.

## Teste di serie
1. Thomaz Bellucci (Qualificato)
2. Leonardo Mayer (primo turno)
3. Robby Ginepri (ultimo turno)
4. Fabio Fognini (Qualificato)
5. Florian Mayer (Qualificato)
6. Rainer Schüttler (Qualificato)
7. Marco Chiudinelli (Qualificato)

1. Noam Okun (primo turno)
2. Michaël Llodra (Qualificato)
3. Luka Gregorc (primo turno)
4. Łukasz Kubot (Qualificato)
5. Kyu-Tae Im (ultimo turno)
6. Dick Norman (primo turno)
7. Michael Yani (ultimo turno)

## Qualificati
1. Thomaz Bellucci
2. Michaël Llodra
3. Łukasz Kubot
4. Fabio Fognini

1. Florian Mayer
2. Rainer Schüttler
3. Marco Chiudinelli

## Tabellone

### Legenda
| - Q = Qualificato - WC = Wild card - LL = Lucky loser | - ALT = Alternate - SE = Special Exempt - PR = Protected Ranking | - w/o = Walkover - r = Ritirato - d = Squalificato |

### Sezione 1
|  | Primo turno | Primo turno     | Primo turno     | Primo turno | Primo turno |  |  | Ultimo turno | Ultimo turno    | Ultimo turno    | Ultimo turno | Ultimo turno |  |
|  |             |                 |                 |             |             |  |  |              |                 |                 |              |              |  |
|  | 1           | Thomaz Bellucci | Thomaz Bellucci | 6           | 6           |  |  |              |                 |                 |              |              |  |
|  |             | Zhang Ze        | Zhang Ze        | 2           | 1           |  |  | 1            | Thomaz Bellucci | Thomaz Bellucci | 6            | 6            |  |
|  | 14          | Michael Yani    | Michael Yani    | 6           | 6           |  |  | 14           | Michael Yani    | Michael Yani    | 3            | 1            |  |
|  |             | Jun Woong-sun   | Jun Woong-sun   | 4           | 3           |  |  |              |                 |                 |              |              |  |

### Sezione 2
|  | Primo turno | Primo turno    | Primo turno    | Primo turno | Primo turno |  |  | Ultimo turno | Ultimo turno   | Ultimo turno   | Ultimo turno | Ultimo turno |  |
|  |             |                |                |             |             |  |  |              |                |                |              |              |  |
|  |             | Oliver Marach  | Oliver Marach  | 6           | 7           |  |  |              |                |                |              |              |  |
|  | 2           | Leonardo Mayer | Leonardo Mayer | 4           | 64          |  |  |              | Oliver Marach  | Oliver Marach  | 3            | 4            |  |
|  | 9           | Michaël Llodra | Michaël Llodra | 6           | 6           |  |  | 9            | Michaël Llodra | Michaël Llodra | 6            | 6            |  |
|  |             | Xin-Yuan Yu    | Xin-Yuan Yu    | 4           | 3           |  |  |              |                |                |              |              |  |

### Sezione 3
|  | Primo turno | Primo turno   | Primo turno   | Primo turno | Primo turno |  |  | Ultimo turno | Ultimo turno  | Ultimo turno | Ultimo turno | Ultimo turno |  |
|  |             |               |               |             |             |  |  |              |               |              |              |              |  |
|  | 3           | Robby Ginepri | Robby Ginepri | 6           | 6           |  |  |              |               |              |              |              |  |
|  |             | Ma Ya-nan     | Ma Ya-nan     | 3           | 1           |  |  | 3            | Robby Ginepri | 2            | 7            | 3            |  |
|  | 11          | Łukasz Kubot  | Łukasz Kubot  | 6           | 6           |  |  | 11           | Łukasz Kubot  | 6            | 62           | 6            |  |
|  |             | Ivo Klec      | Ivo Klec      | 3           | 4           |  |  |              |               |              |              |              |  |

### Sezione 4
|  | Primo turno | Primo turno     | Primo turno | Primo turno | Primo turno |  |  | Ultimo turno | Ultimo turno  | Ultimo turno  | Ultimo turno | Ultimo turno |  |
|  |             |                 |             |             |             |  |  |              |               |               |              |              |  |
|  | 4           | Fabio Fognini   | 7           | 1           | 6           |  |  |              |               |               |              |              |  |
|  |             | George Bastl    | 5           | 6           | 1           |  |  | 4            | Fabio Fognini | Fabio Fognini | 6            | 6            |  |
|  |             | Luka Gregorc    | 6           | 2           | 6           |  |  |              | Luka Gregorc  | Luka Gregorc  | 3            | 2            |  |
|  | 10          | Danai Udomchoke | 4           | 6           | 3           |  |  |              |               |               |              |              |  |

### Sezione 5
|  | Primo turno | Primo turno   | Primo turno   | Primo turno | Primo turno |  |  | Ultimo turno | Ultimo turno  | Ultimo turno  | Ultimo turno | Ultimo turno |  |
|  |             |               |               |             |             |  |  |              |               |               |              |              |  |
|  | 5           | Florian Mayer | Florian Mayer | 6           | 6           |  |  |              |               |               |              |              |  |
|  |             | Wu Di         | Wu Di         | 0           | 2           |  |  | 5            | Florian Mayer | Florian Mayer | 6            | 6            |  |
|  |             | Noam Okun     | 4             | 7           | 3           |  |  |              | Noam Okun     | Noam Okun     | 3            | 4            |  |
|  | 8           | Brendan Evans | 6             | 62          | 0r          |  |  |              |               |               |              |              |  |

### Sezione 6
|  | Primo turno | Primo turno            | Primo turno            | Primo turno | Primo turno |  |  | Ultimo turno | Ultimo turno     | Ultimo turno     | Ultimo turno | Ultimo turno |  |
|  |             |                        |                        |             |             |  |  |              |                  |                  |              |              |  |
|  | 6           | Rainer Schüttler       | Rainer Schüttler       | 6           | 6           |  |  |              |                  |                  |              |              |  |
|  |             | Rainer Eitzinger       | Rainer Eitzinger       | 2           | 1           |  |  | 6            | Rainer Schüttler | Rainer Schüttler | 6            | 6            |  |
|  |             | Dick Norman            | Dick Norman            | 7           | 7           |  |  |              | Dick Norman      | Dick Norman      | 4            | 2            |  |
|  | 13          | Édouard Roger-Vasselin | Édouard Roger-Vasselin | 63          | 62          |  |  |              |                  |                  |              |              |  |

### Sezione 7
|  | Primo turno | Primo turno       | Primo turno       | Primo turno | Primo turno |  |  | Ultimo turno | Ultimo turno      | Ultimo turno      | Ultimo turno | Ultimo turno |  |
|  |             |                   |                   |             |             |  |  |              |                   |                   |              |              |  |
|  | 7           | Marco Chiudinelli | Marco Chiudinelli | 6           | 6           |  |  |              |                   |                   |              |              |  |
|  |             | Yang Tsung-hua    | Yang Tsung-hua    | 3           | 2           |  |  | 7            | Marco Chiudinelli | Marco Chiudinelli | 6            | 6            |  |
|  | 12          | Kyu-Tae Im        | Kyu-Tae Im        | 6           | 6           |  |  | 12           | Kyu-Tae Im        | Kyu-Tae Im        | 3            | 3            |  |
|  |             | Kamil Capkovic    | Kamil Capkovic    | 3           | 1           |  |  |              |                   |                   |              |              |  |